# 서은숙 (1967년)
서은숙(徐銀淑, 1967년 9월 25일~)은 대한민국의 정치인이다. 제31대 부산광역시 부산진구청장을 역임했다.

## 학력
- 남성여자고등학교 졸업
- 부산여자대학교 영어영문학 학사
- 부산대학교 대학원 국민윤리학 석사
- 부산대학교 대학원 국민윤리학 박사과정

## 경력
- 부산여자대학교 총학생회 회장
- 2006 ~ 2007 열린우리당 부산광역시당 부산진구 갑 지역위원회 위원장
- 2006.07 ~ 2010.06 제5대 부산광역시 부산진구의회 의원(민선 4기, 비례대표, 열린우리당→대통합민주신당→통합민주당→민주당, 초선)
- 2010.07 ~ 2014.03 제6대 부산광역시 부산진구의회 의원(민선 5기, 부산 부산진구 다 선거구, 민주당→민주통합당→민주당→새정치민주연합, 재선)
- 2012 ~ 2013 민주통합당→민주당 부산광역시당 사무처장
- 부산광역시교육청 시민감사관
- 서울특별시 정책자문특별보좌관
- 민주평화통일자문회의 자문위원
- 부산여성의전화 이사
- 사람사는세상 노무현재단 부산지역위원회 자문위원
- 2018.07 ~ 2022.06: 제31대 부산광역시 부산진구청장(민선 7기, 더불어민주당, 초선)
- 2020.05 ~ 2022.06: 대통령직속 자치분권위원회 재정·기능이양 분과위원회 위원
- 2022.07 ~ : 더불어민주당 부산광역시당 부산진구 갑 지역위원회 위원장
- 2022.08 ~ 2024.07: 더불어민주당 부산광역시당 위원장
- 2022.09 ~ 2024.05: 더불어민주당 최고위원

## 전과
- 집회및시위에관한법률위반: 징역 8월, 집행유예 2년 - 1990년 5월 24일 선고[1]

## 역대 선거 결과
|  | 18.74% |

|  | 35.83% |

|  | 41.74% |

|  | 50.05% |

|  | 37.78% |

|  | 47.21% |